# Sintetična strojila
Sintetična strojila: leta 1858 je Jennings iz solitrne kisline in šote napravil strojilno sredstvo. Leta 1913 je Staiasny uspel s kondenzacijo fenolove sulfo-kisline. V 20. stoletju so začeli v kemični industriji izdelovati sintetična strojila sintan, neradol, ordoval, tanigani ekstra.